# اووانکا (داکوتای جنوبی)
اووانکا (به انگلیسی: Owanka) یک منطقهٔ مسکونی در ایالات متحده آمریکا است که در شهرستان پنینگتن، داکوتای جنوبی واقع شده‌است. اووانکا ۲ نفر جمعیت دارد.